# Abchaski Uniwersytet Państwowy
Abchaski Uniwersytet Państwowy (ros. Абхазский государственный университет) – abchaska uczelnia akademicka w Suchumi, utworzona w 1932 jako Suchumski Państwowy Instytut Pedagogiczny im. A. M. Gorkiego.

## Historia
W 1932 postanowieniem Ludowego Komisarza Oświaty Abchazji utworzono Suchumski Państwowy Instytut Pedagogiczny im. A. M. Gorkiego z trzema fakultetami – agro-biologicznym, fizyczno-matematycznym i społeczno-literackim, gdzie studiowało 85 studentów. Na trzech katedrach zatrudniono 17 pracowników bez stopni naukowych.
W 1933 otwarto katedrę języka rosyjskiego, w 1935 katedrę botaniki i chemii. W 1936 Instytut opuścili pierwsi absolwenci.
Od 2006 Abchaski Uniwersytet Państwowy posiada status autonomicznej uczelni państwowej, której funkcje założycielskie sprawuje Prezydent Republiki Abchazji.

## Struktura i program dydaktyczny
Uniwersytet posiada 8 fakultetów, Wydział Artystyczny i 42 katedry, na których wdrażany jest system szkolenia kadr w różnych obszarach studiów licencjackich, specjalistycznych, magisterskich i podyplomowych. Studiuje ponad 3000 studentów, w tym zagranicznych, prowadzone są badania naukowe z dziedziny matematyki, biologii, ekologii oraz cyklu dyscyplin abchaskich, w tym archeologii i pedagogiki.
Uniwersytet wydaje gazetę „Apsua University”.

## Rektorzy
- pierwszy dyrektor instytutu Andriej Czoczua
- aktualnie rektor uniwersytetu Aleko Gwaramija, doktor nauk fizyczno-matematycznych